# ريتشارد مورونغا
ريتشارد مورونغا (بالإنجليزية: Richard Murunga) (مواليد 22 أبريل 1949) هو ملاكم كيني، مثّل بلاده في الألعاب الأولمبية الصيفية 1972 وحقق الميدالية البرونزية في فئة وزن الويلتر.

## روابط خارجية
ريتشارد مورونغا على موقع بوكس ريك (الإنجليزية) (registration required)
- ريتشارد مورونغا على موقع اللجنة الأولمبية الدولية (الإنجليزية)
- ريتشارد مورونغا على موقع أوليمبيديا (الإنجليزية)